# Иркутский областной театр юного зрителя имени А. Вампилова
Ирку́тский областно́й теа́тр ю́ного зри́теля им. А. Вампилова — театр в городе Иркутске, с репертуаром, ориентированным на детей и юношество. Основан в 1928 году.

## История театра
История Иркутского ТЮЗа начинается в середине 1920-х годов с постановок самодеятельных коллективов «синеблузочников и театриков», 15 января 1928 года, объединённых, по решению краевого комитета комсомола в Иркутский театр рабочей молодёжи (ТРАМ).
Из многочисленных претендентов «стать театром» были отобраны самые достойные коллективы, которые соответствовали «в полной мере» требованиям того времени:

…не в привычном смысле слова, а взволнованных докладчиков, которые на сцене будут по-комсомольски бороться за выполнение плана промышленностью, за новые урожаи..
Свой первый сезон в августе 1929 года ТРАМ открывает агитспектаклем в стиле «синтетического клубного зрелища» «Бузливая когорта» по пьессе путиловского рабочего Ивана Скоринко. Ставит спектакль режиссёр Г. В. Брауэр, специально приглашенный из Москвы.
В начале 1930-х годов коллектив ТРАМа уже гастролирует по Восточной Сибири.
Во второй половине 1930-х годов театры рабочей молодежи были реорганизованы по всей стране.
В 1937 году Иркутский, Астраханский, Воронежский становятся театрами юного зрителя, — ТЮЗами. Репертуар театра заметно меняется: на смену буффонадным агиткам и мистериям приходят пьесы из русской классики, детской сказочной драматургии. В репертуаре появляются постановки: «Слуга двух господ» Карло Гольдони, «Лекарь поневоле» Жан-Батиста Мольера, «Свои люди — сочтёмся» Александра Островского.
Среди знаменитых имён иркутской театральной сцены тех лет, актёры ТЮЗа: П. Лавров, И. Коршунов, В. Шестерников, Н. Евтюхов, заслуженный артист РСФСР М. Рощин, В. Г. Климанова.
В 1934 году театру выделяется «постоянное помещение» по ул. Ленина дом 13, которое принадлежит ему и поныне, но требует реконструкции.
Заметное влияние на репертуар театра и творческое становление коллектива оказал драматург Павел Маляревский, который многие годы работал заведующим литературной частью. На сцене ТЮЗа впервые были поставлены его пьесы: «Кот в сапогах», «Чудесный клад», «Не твое, не мое, а наше».
Ярким событием довоенной театральной жизни Иркутска становится отмеченный критикой и прессой спектакль «Овод», поставленный по мотивам революционно-романтического романа Этель Войнич.
В первые годы войны в театре идут премьеры пьесы-сказки Маляревского «Падение острова Блютенбайль», «Москвичка» по пьесе Виктора Гусева. Коллектив театра давал концерты и небольшие представления в госпиталях, заводских цехах и на полевых станах.
За годы Великой Отечественной войны театром были поставлены спектакли: «Двенадцатая ночь» (1943, режиссёр Захарий Вин), «Турандот, принцесса Китайская» (1945, режиссёр Г. А. Богданов), «Сын полка», «Юность отцов» (режиссёр В. Я. Молдавский).
Очищая от скверны и свою, и соседние, души,

Мы становимся лучше, и каждый становится лучше.

Здесь от сердца к сердцам протянулись незримые нити —

Нет искусству конца, так творите, творите, творите!...

Вынося на подмостки доброту в своих душах актёрских,

Мы играем любовь, слышим запах цветов бутафорских.

Слёзы в наших сердцах и горячие слёзы на гриме...

Нет искусству конца – люди, будьте и в жизни такими!

А. Вампилов
В 1987 году театру присвоено имя иркутского драматурга Александра Вампилова, названного «современным Чеховым». В театре ставятся несколько его пьес: «Прощание в июне», «Предместье», «Прошлым летом в Чулимске», «Старший сын». На месте гибели Вампилова по инициативе театра установлен камень-памятник.
В середине 1980-х артисты Иркутского ТЮЗа написали стихи, посвящённые Вампилову.
В 2006 году из-за закрытия для реконструкции здания по адресу ул. Ленина, д. 13 театр переехал в дом бывшего I Общественного собрания, где ранее располагался лишь его филиал (ул. Ленина д. 23). В нём ТЮЗ находится по сей день.
В разные годы на сцене театра шли «Драма из-за лирики», «Гори, гори, моя звезда», «Ночная повесть», «Левша», «Дети Ванюшина», «Лесная песня» по пьесе Леси Украинки, вызвавший острый интерес к ТЮЗу (реж. В. Кокорин). Иркутский ТЮЗ был первым и единственным из театров страны, в стенах которого шёл спектакль «Высокое напряжение» по пьесе Андрея Платонова.
За годы своей деятельности ТЮЗ поставил десятки спектаклей, которые посетили многие зрители и получили их заслуженное признание.
В разные годы в театре работали режиссёры: Н. П. Колпаков, В. Я. Молдавский, И. С. Городецкий, С. С. Казимировский, М. А. Норвид, Э. Д. Корсаков, В. И. Данцигер, В. В. Кокорин, В. З. Федосеев, А. Н. Сидельников.
На сцене театра играли актёры: В. А. Дулова, В. И. Корзун, В. А. Филимонов, Людмила Стрижова, В. Я. Коноплянский, Т. О. Золотарёва, Т. С. Тузовская, В. П. Манихин, В. Г. Климанова, П. И. Лавров, К. И. Тукаев, Т. Ф. Козлитина, М. И. Ермакова, И. Г. Коршунов, В. И. Шестерников, В. А. Елисеев, Г. Л. Проценко, А. А. Булдаков, О. А. Тарновская, З. И. Задорожная, В. Г. Зикора.

## Награды и премии
- Премия имени Иосифа Уткина (1980)[15].
- Театр является дипломантом I, II, III, IV, V, фестивалей «Золотой Витязь», I и II Межрегиональных фестивалей для детей и подростков «Сибирский кот» и др.
- В 2003 театр стал лауреатом I Международного театрального форума «Золотой Витязь» (Москва).